# 金陵科技学院
金陵科技学院是位于中华人民共和国江苏省南京市的一所普通高等院校。

## 校史
- 2005年，学校由金陵职业大学和南京农业专科学校合并而成。[1]其中南京农业专科学校成立于1958年，金陵职业大学成立于1980年。
- 2021年学校获批为硕士学位授予单位。

## 机构设置

### 机关部门
- 党委办公室、党委统战部
- 党委组织部、机关党委
- 党委宣传部
- 院长办公室
- 纪委办公室、监察处
- 教务处
- 人力资源处、教师发展中心
- 财务处、国有资产管理处
- 学生工作部、人武部
- 科技处、科技服务中心
- 合作与发展规划处、学科建设办公室、校友会工作办公室
- 科技园管理办公室
- 招生与就业指导处
- 国际合作与交流处、港澳台合作与交流办公室
- 审计处
- 工会
- 设备处
- 保卫处
- 基建处
- 后勤管理处
- 离退休党总支、离退休工作处
- 档案馆
- 团委
- 图书馆
- 学报编辑部
- 教学质量评估中心、高等教育研究所
- 信息化建设与管理中心
- 后勤实业总公司

### 教学科研单位
- 商学院
- 人文学院
- 机电工程学院
- 智能科学与控制工程学院
- 建筑工程学院
- 软件工程学院
- 计算机工程学院
- 电子信息工程学院
- 网络与通信工程学院
- 艺术学院
- 动漫学院
- 园艺学院
- 动物科学与技术学院
- 材料工程学院
- 思想政治理论课教学部
- 公共基础课部
- 外国语学院
- 国际教育学院
- 龙蟠学院（已撤销）
- 继续教育学院(农业科技培训中心)/职业师学院
- 南京软件研究院

## 外在链接
- 学校官网 （页面存档备份，存于）